# Scala & Kolacny Brothers

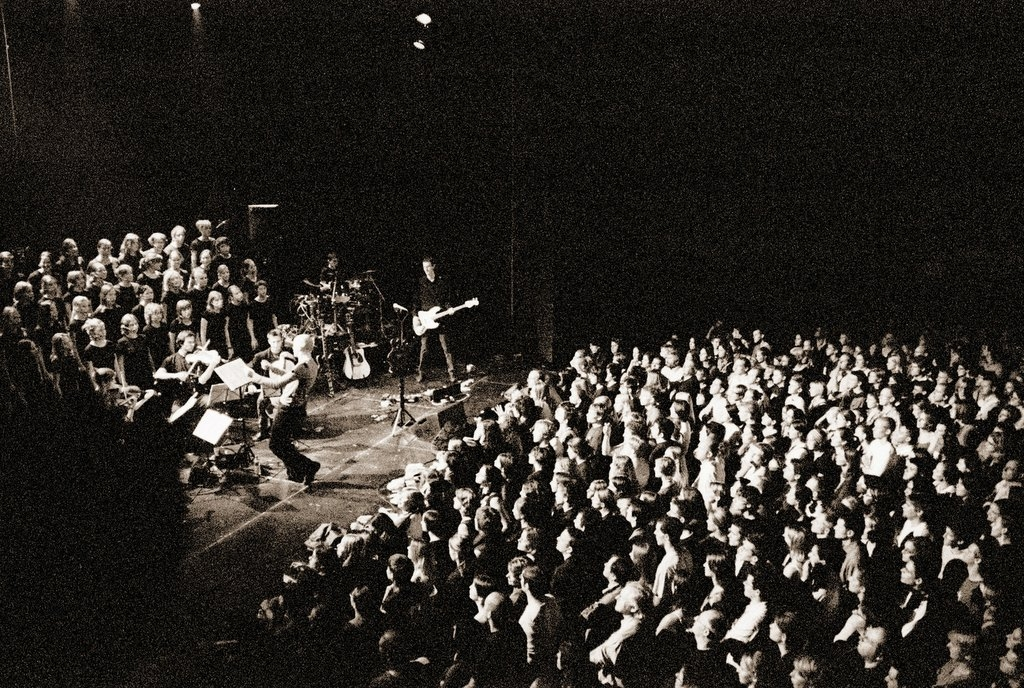
виступ хору на концерті 2006

Scala & Kolacny Brothers — бельгійський дівочий хор, керівниками якого два брати — хормейстер Стійн Колачні (Stijn Kolacny) та піаніст Стівен Колачні (Steven Kolacny).
Колектив був заснований в 1996 року, отримав бельгійську нагороду 'Choir of the Year' в 2000 році, після чого були записані декілька студійних альбомів, починаючи з On The Rocks (2002).
Більшість композицій є кавер-версіями пісень знаменитих гуртів, таких як Radiohead, U2, Nirvana, Depeche Mode, Muse, Rammstein та інші.

## Дискографія
Альбоми
- 2002 — On The Rocks (Бельгійська версія)
- 2004 — Dream On
- 2004 — Respire
- 2005 — On The Rocks (міжнародна версія)
- 2005 — Grenzenlos
- 2006 — It All Leads To This
- 2007 — One-Winged Angel
- 2008 — Paper Plane
- 2008 — Dans les yeux d'Aurore
- 2010 — Circle

Сингли
- 2004 — Engel
- 2004 — Schrei Nach Liebe
- 2005 — With or Without You / Clandestino
- 2005 — Hungriges Herz
- 2005 — Last Christmas
- 2007 — Friday I'm in Love / Somebody
- 2008 — Raintears